# تفاحاوات

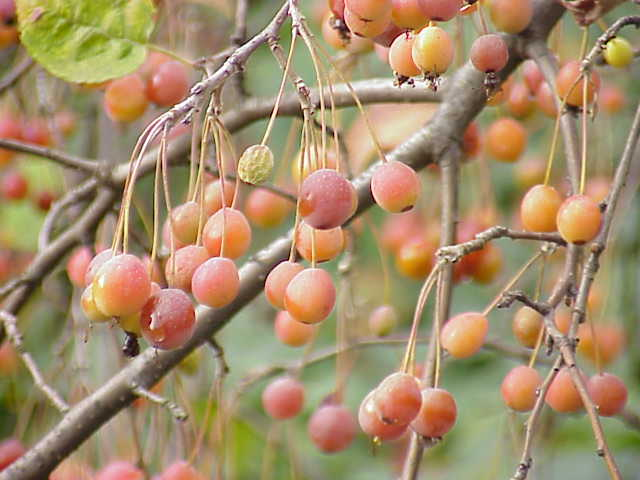

التفاحاوات (الاسم العلمي:Maloideae, واضع الاسم:C.Weber سنة 1964) كانت الأسرة النباتية التي تضم التفاح كمجموعة تصنيفية مستخدمة من خبراء التصنيف من الفصيلة الوردية.
مؤخراً أظهرت أدلة النشوء والتطور الجزيئي أن أسر الإكليلياوات (باللاتينية: Spiraeoideae) واللوزاوات (باللاتينية: Amygdaloideae) يشكلان جزءا من نفس الفرع التصنيفي كما التفاحاوات، والاسم الصحيح لهذه المجموعة اللوزاوات.